# Herrera de Valdecañas
Herrera de Valdecañas település Spanyolországban, Palencia tartományban. Herrera de Valdecañas Torquemada, Cordovilla la Real, Quintana del Puente, Villahán, Tabanera de Cerrato, Baltanás és Hornillos de Cerrato községekkel határos. Lakosainak száma 158 fő (2024).

## Népesség
A település népessége az elmúlt években az alábbi módon változott:
| Lakosok száma | 200  | 180  | 178  | 158  | 158  | 145  | 147  | 161  | 149  | 158  |
|               | 2001 | 2004 | 2007 | 2009 | 2012 | 2014 | 2017 | 2019 | 2022 | 2024 |